# Walter Greenwood
Walter Greenwood (* 17. Dezember 1903 in Salford; † 13. September 1974 in Douglas (Isle of Man)) war ein britischer Schriftsteller. Bekanntheit erlangt hat Greenwood insbesondere durch die Veröffentlichung des 1933 erschienenen Romans Liebe geht stempeln (engl.: Love on the Dole).

## Leben

### Kindheit und Jugend
Greenwood wuchs in einer dem Sozialismus sich zugehörig fühlenden Familie der Unterschicht auf. Er wurde im Hanky Park genannten, sehr ärmlichen Stadtteil Salfords groß. Als Greenwood neun Jahre alt war, starb sein Vater dreiundvierzigjährig an Tuberkulose. Auch dessen Alkoholkonsum dürfte zu einem frühen Tod beigetragen haben. Sein Vater war Betreiber eines Friseurladens gewesen – um den Verlust des väterlichen Einkommens zu kompensieren und Walter Greenwood sowie dessen Schwester ein annehmbares Leben zu ermöglichen, arbeitete Greenwoods Mutter künftig als Kellnerin.
Um zum Familieneinkommen beizutragen, nahm Greenwood früh eine Stelle bei einem Pfandleiher an, wo er vor und nach der Schule arbeitete. Als er dreizehn Jahre alt war, konnte er die ihm verhasste Schule verlassen und war von der Pfandleihe fest verpflichtet worden. Im Laufe seiner Jugend nahm Greenwood einige weitere, schlecht bezahlte Gelegenheitsjobs an. Er verbrachte viel Zeit in der Standford Public Library, um sich weiterzubilden. Von 1929 an war Greenwood arbeitslos und war gezwungen „stempeln“ zu gehen – in jener Zeit seines Lebens entstand schließlich auch sein literarisches Debüt: Liebe geht stempeln.

### Literarischer Durchbruch
In Liebe geht stempeln verband Walter Greenwood einige Elemente von ihm verfasster, bis dahin unveröffentlicht gebliebener Kurzgeschichten. Der Verleger Jonathan Cape akzeptierte den – die Unterschicht des damaligen Industriezeitalters akkurat und glaubhaft darstellenden – Roman und veröffentlichte ihn im Jänner 1933. Der Roman wurde von den verschiedensten politischen Lagern sehr positiv aufgenommen und wurde ein großer kommerzieller Erfolg, der Greenwood ermöglichte, eine finanziell unabhängige Existenz zu begründen.
Entgegen allen Erwartungen heiratete Greenwood nicht seine Langzeitfreundin Alice Miles, sondern Pearl Alice Osgood, eine amerikanische Schauspielerin.

### Nach 1933
Greenwood veröffentlichte auch nach Love on the Dole weitere Romane und Bücher. Erwähnenswerte Veröffentlichungen sind zum Beispiel Standing Room Only (1936) oder die Kurzgeschichtensammlung Cleft Stick (1937), die als Vorgeschichte zu Love on the dole gelesen werden kann.
1938 gründete Greenwood die Filmproduktion Greenpark Productions Ltd. Während des Zweiten Weltkrieges produzierte er Filme für die britische Regierung. 1944 trennte Greenwood sich von Pearl Alice Osgood.
Auch nach dem Weltkrieg schrieb Greenwood weiterhin Romane und Kurzgeschichten. Als besonders bemerkenswert gilt dabei die auf Douglas, Isle of Man geschriebene, 1967 veröffentlichte Autobiografie There Was A Time.
Greenwood starb im Alter von 70 Jahren am 13. September 1974 in Douglas.